# 김용수 (연출가)
김용수(1972년 ~ )는 대한민국 KBS 드라마본부의 프로듀서이다. 김용수 프로듀서는 배우들을 비롯하여 드라마 제작 관계자들을 지치게 만드는 면이 있지만 다른 한편으로 이 감독과 함께 하는 것에 대하여 "기대가 된다"라고 입을 모으고 있다.
한편 2014년에 KBS 드라마 스페셜 팀장을 맡으면서 드라마의 기본이 되는 단막극에 대한 기대를 숨기지 않았다.

## 경력
- KBS 드라마본부 프로듀서
- KBS 드라마운영팀 팀장

## 연출 작품
- 2002년  3월 드라마시티 《아름다운 청춘》
- 2004년 11월 드라마시티 《우리가족》
- 2005년  1월 드라마시티 《황금숲, 토끼》
- 2007년  8월 드라마시티 《내게 아주 특별한 연인》
- 2007년 10월 드라마시티 《무공족구외전》
- 2007년 12월 드라마시티 《은둔하는 북의 사람》
- 2008년  2월 드라마시티 《징계위원회》
- 2008년 전설의 고향 《귀서》
- 2008년 전설의 고향 《사신 이야기》
- 2010년 KBS 드라마 스페셜 《무서운 놈과 귀신과 나》
- 2011년 KBS 드라마 스페셜 《화이트 크리스마스》 (8부작)
- 2012년 KBS 수목드라마 《적도의 남자》[3]
- 2013년 KBS 수목드라마 《칼과 꽃》[4]
- 2014년 KBS 수목드라마 《아이언맨》[5]
- 2015년 KBS 드라마 스페셜 《바람은 소망하는 곳으로 분다》
- 2015년 KBS 수목드라마 《복면검사》
- 2016년 KBS 월화드라마 《베이비시터》 (4부작)
- 2019년 OCN 수목드라마 《달리는 조사관》